# ベイト・ボール

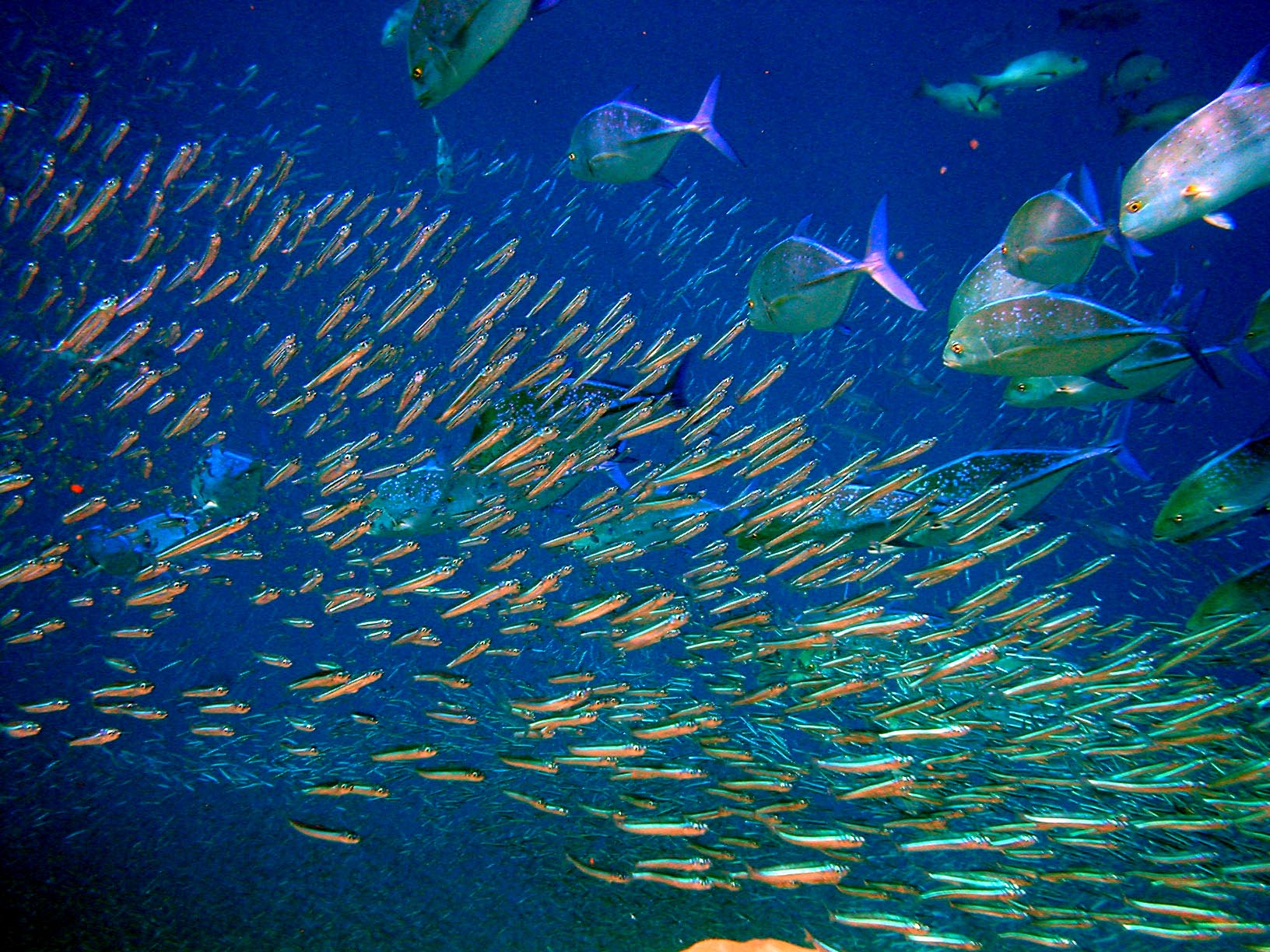
カスミアジ（捕食者）とアンチョビ（被捕食者）

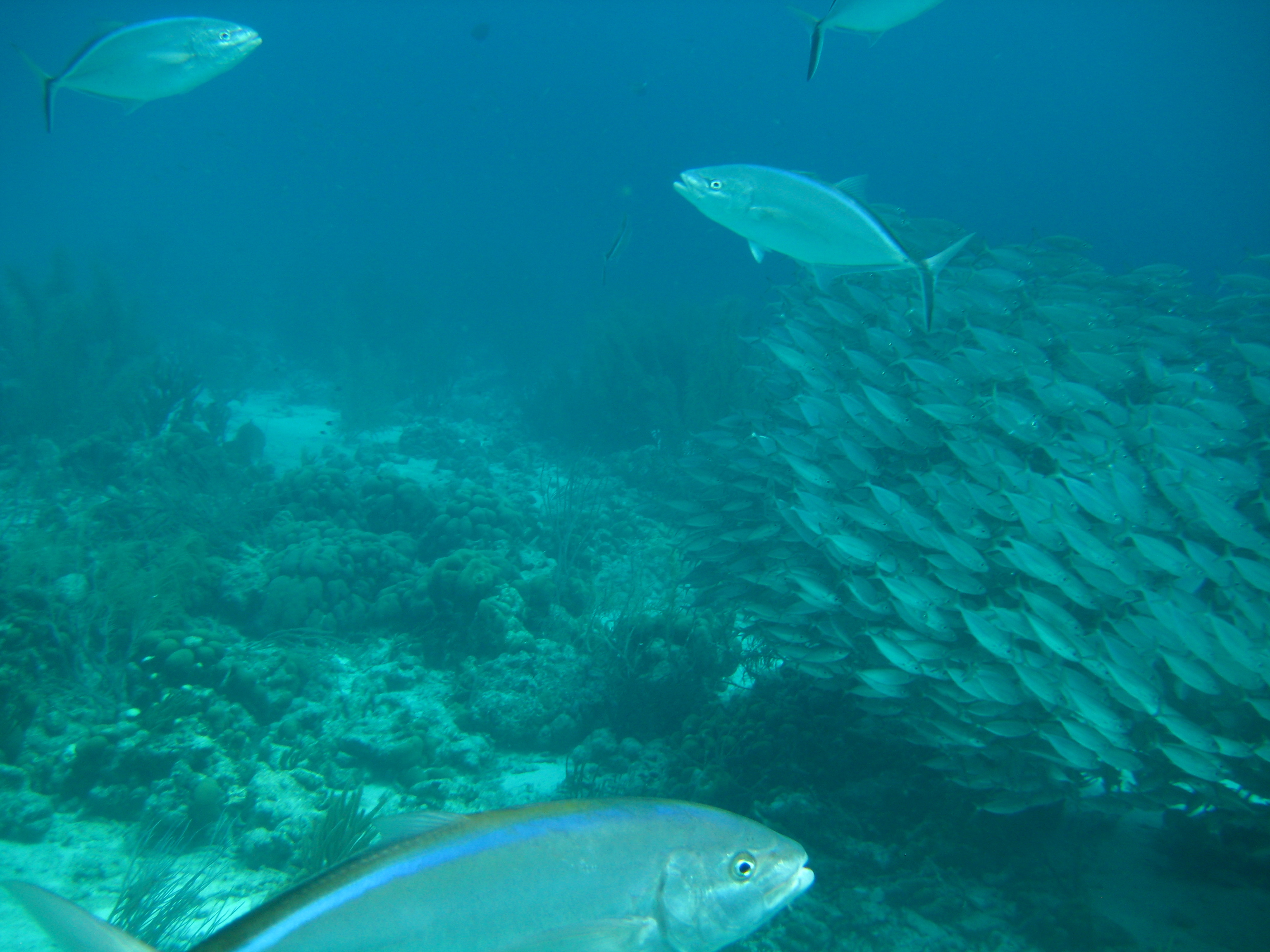
Bar jack（アジ）とベイト・ボール

ベイト・ボール（英:bait ball, baitball）は、魚類がつくる球形群。被捕食者が捕食者から身を守るためにつくる場合が多いが、群れをなすことで目立つため、捕食者に見つかりやすくなる。

## ベイト・ボールを形成する被捕食魚
- イワシ
  - 直径10-20m
  - 水深10m
  - 形成時間10分超
- アンチョビ

## 群れの形成
外洋性の魚類は海流に乗り移動し続けているため、海藻や珊瑚、岩影等のセーフティスポットを常に使用できる状況にない。食物連鎖上位の大きな魚であれば群れを作らずとも良いが、下位の小さな魚は単体では捕食者（魚類、ほ乳類、鳥類）への抵抗手段を持たないケースが多いため、生存戦略として群れを形成する場合がある。群れの形成により外敵に発見されやすくなるが、何百何千と群れの総数を増やすことで自らが生き残る確率は高くなる。バラバラに動くのではなく、互いの移動方向を察知することで1つの大きな生命体のようにふるまう。  
ベイト・ボールは概して、捕食者が被捕食魚類より下位に存在する場合形成される。

## 過程
2001年, イルカ、マグロ、ミズナギドリの捕食行動を観察した Clua, Grosvalet の4段階分類：
- 準備段階（preparation phase）：イルカは被捕食魚の群れの周りを周回し、群れを小さくする。
- 強化段階（intensification phase）：ベイト・ボールはより集まり、周縁部の魚は海上の鳥、魚から捕食される
- 成熟段階（mature phase）：マグロの垂直捕食、イルカの離散、ベイト・ボールの集中
- 分散段階（dispersion phase）：マグロ、海鳥が離脱、部分的にイルカは残りのベイト・ボールを継続して捕食

## 捕食者
以下に捕食者および捕食方法を紹介する。

### 哺乳類
- クジラ

海中のベイトボール下方から、開口して加速しながら上部のベイトボールを食べる （lunge feed） 。
- ザトウクジラ

bubble net feeding 

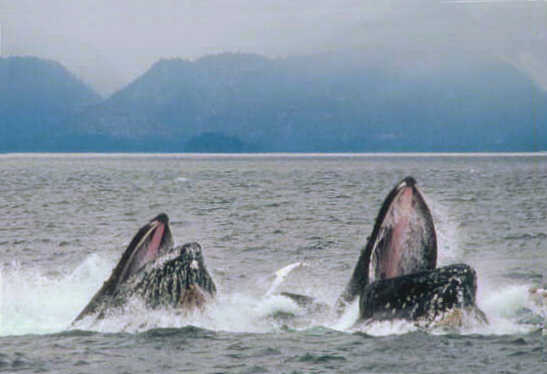
ザトウクジラの lunge feeding

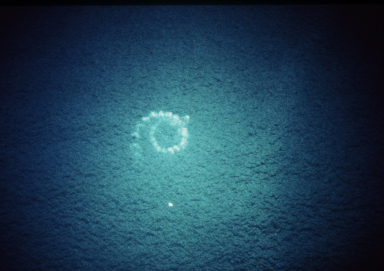
bubble net の空中撮影

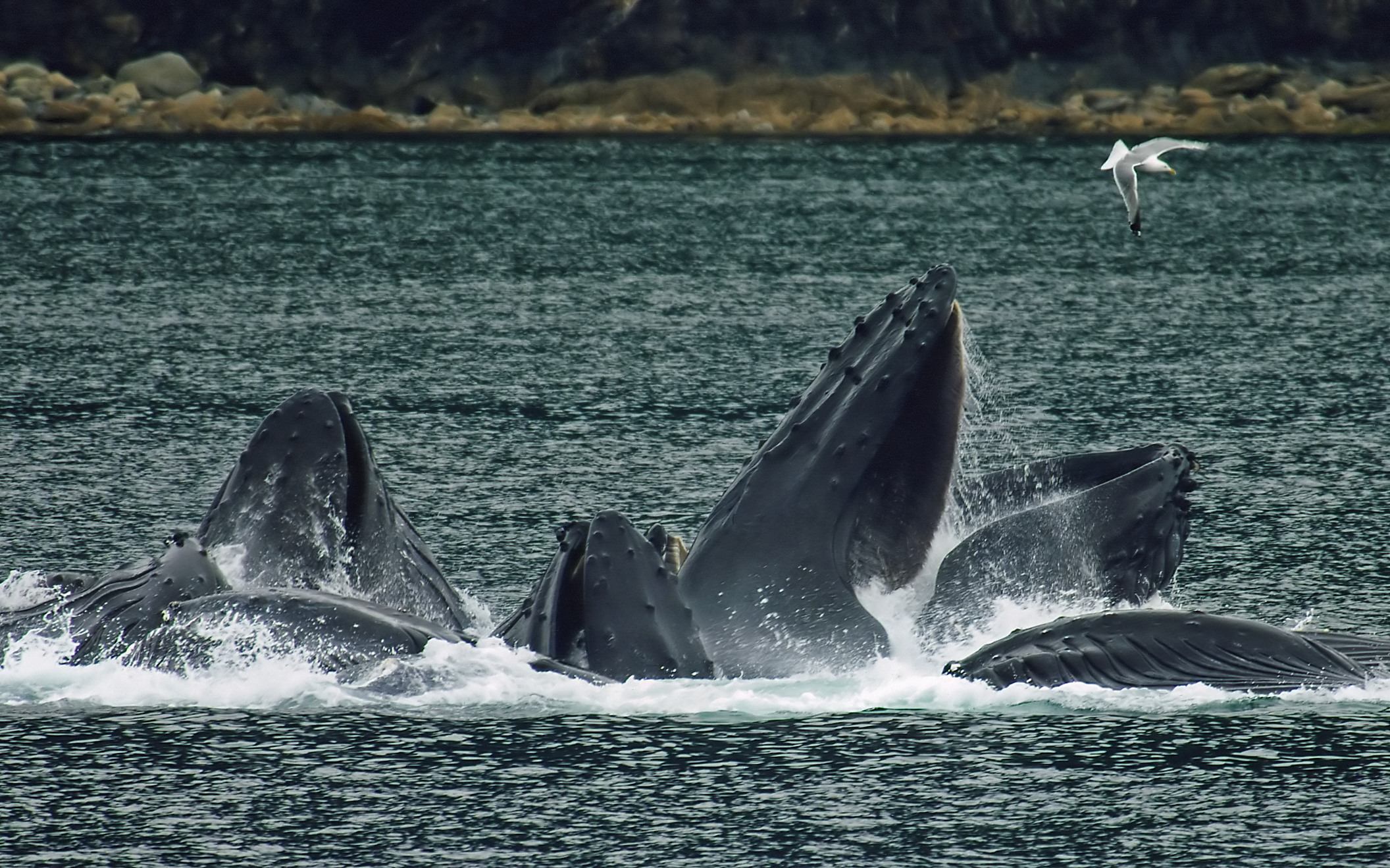
ザトウクジラの bubble net feeding

群れでベイト・ボール下方から気泡（bubble net）を放出、群れを小さくした上で垂直に捕食する（lunge feed）
 
 。
尾びれで海面を叩く スラッピング（lobtail)も観察される 。
- ニタリクジラ[17][18]

- イルカ

浅瀬にベイト・ボールを追い込み、捕食する 気泡をベイト・ボールに向けて放出する。

### 魚類
- メカジキ

高速で群れに当たり、被捕食魚を弱らせた後に引き返して捕食する。
- オナガザメ

尾びれで被捕食魚を気絶させる。
長い尾びれを使い、群れのまわりを回転することでベイト・ボールの直径を小さくし、捕食する。
- シャチ

気泡、あるいは、体下面の白い部分を見せて被捕食魚（鮭、ニシン属など）をより小さな群れにし、尾びれで群れを叩いてから捕食する。
carousel feeding：ノルウェーで観測
- ハナザメ

群れの下に位置し、海中で回転しながら下から上に垂直に向かい、開口して捕食する。
- ジンベエザメ

- クロトガリザメ

群れをつくり、被捕食魚を海面近くに追いあげた上で捕食する 。

### 鳥類
- カツオドリ

海上30m(10フィート)の高さから降下し、最大時速86km(時速53マイル)で入水して捕食する。最大で34m(111フィート)まで潜り、空気の道筋をつくる。カツオドリには、顔と胸部の皮膚下に衝撃を緩衝する空気袋がある。

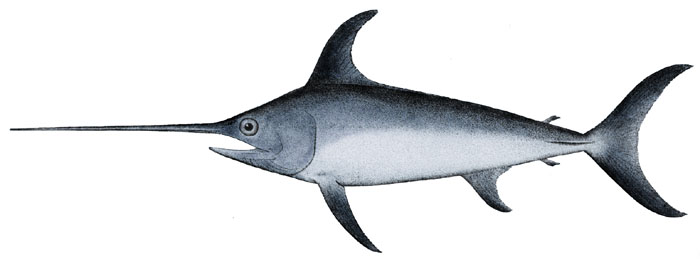
メカジキ
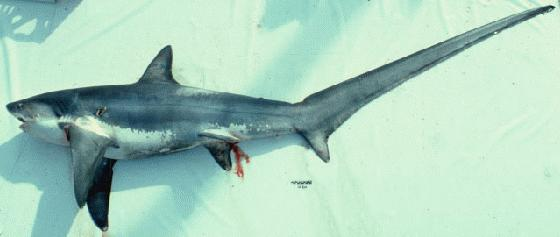
オナガザメ
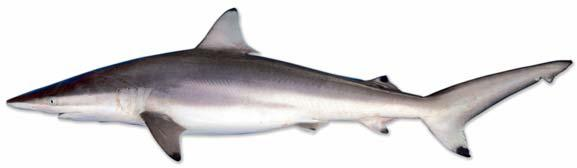
ハナザメ
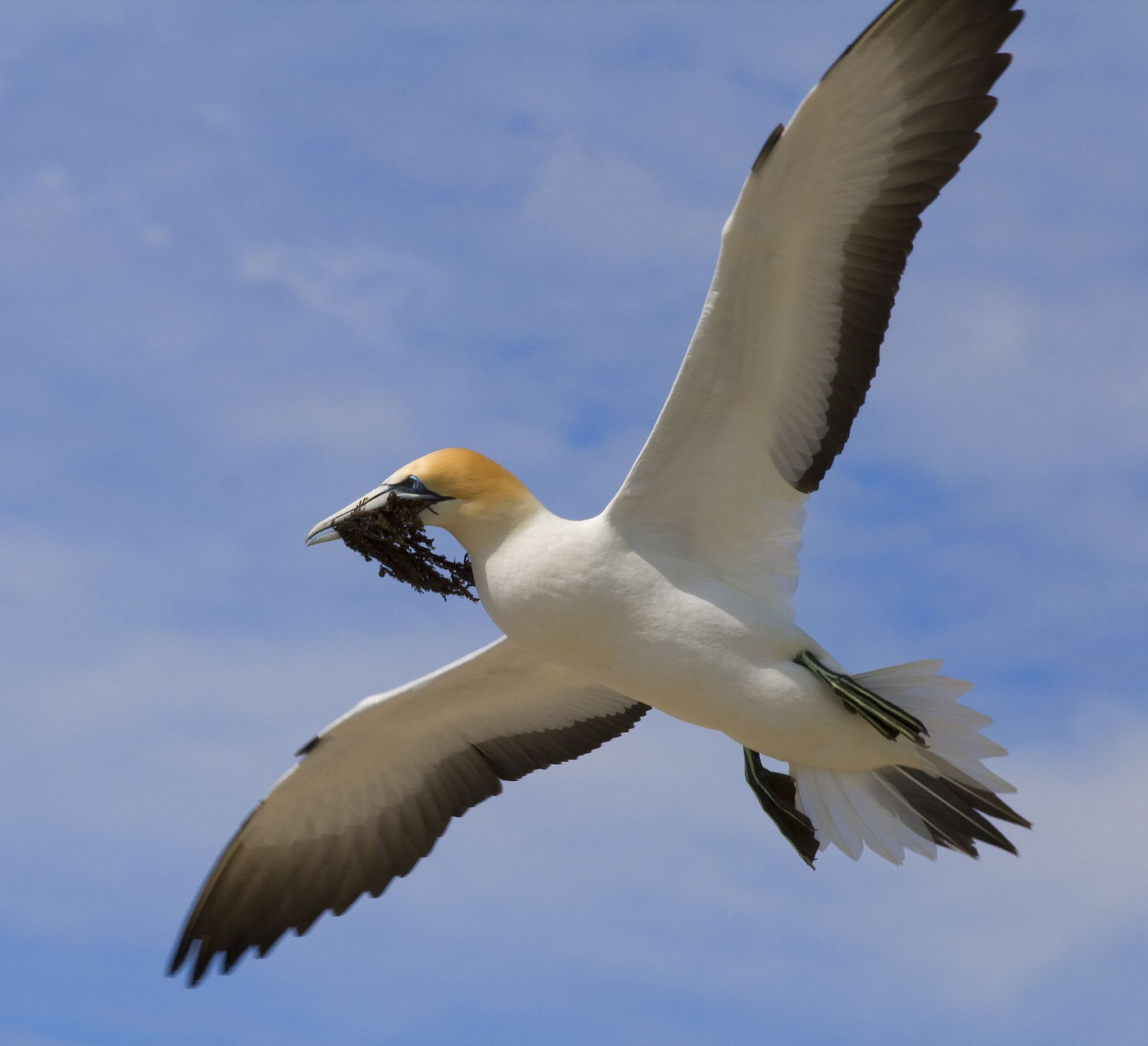
カツオドリ
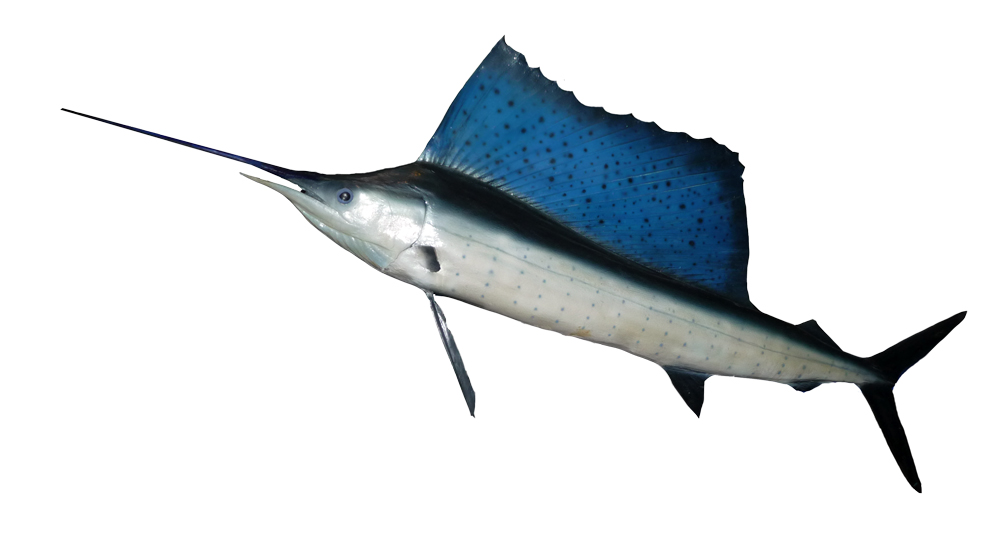
バショウカジキ